# Kang Gyeong-ae
Kang Kyeong-ae (20 d'abril de 1907 - 26 d'abril de 1944), va ser una escriptora, novel·lista i poetisa coreana que va participar en el moviment feminista coreà. També és coneguda pel seu nom artístic, Kang Gamma.

## Biografia
Kang Kyeong-ae va néixer en Songhwa, província de Hwanghae, i va tenir una infància desgraciada.
Era filla d'una criada i va perdre al seu pare als cinc anys. La van obligar a mudar-se a Changyeon, tot això la va fer molt infeliç.
Des de petita va tenir aptituds extraordinàries i va aprendre per si sola a llegir l'alfabet coreà amb vuit anys, en una època en la qual no es valorava que les dones sabessin llegir i escriure. Als deu anys era coneguda com la "bellotita cuentacuentos" entre els majors del veïnat, pels quals llegia contes tradicionals coreans. També rebia elogis a l'escola per les seves redaccions.
Amb ajuda va entrar a un col·legi catòlic amb internat. Més tard va ser expulsada per organitzar i participar en una asseguda per protestar contra les normes estrictes de l'escola i, especialment, contra la cruel majordoma de la residència. Va conèixer a un estudiant i es van mudar junts a Seül. Al acabar es va mudar de nou a la seva casa familiar en Hwanghae-do.
En 1931 va començar a publicar els seus escrits (“P'ag ŭm” or El geomungo trencat, 1931), i es va mudar a Manchuria. Va viure en Yongjin i va començar a escriure més. Aquest període va durar set anys, després dels quals va deixar d'escriure ficció. Això va ser en part perquè es va convertir en l'editora del Chosun ilbo de Manchuria.
El 26 d'abril de 1944, un mes després de la mort de la seva mare, Kang Kyeong-ae va morir a la província de Hwanghae.

## Obra
Els crítics literaris nomenen amb freqüència a Kang Kyeong-ae com una de les millors escriptores de l'època de la període colonial.
Les seves obres tractaven de la classe baixa coreana, sovint basant-se en la seva pròpia experiència de l'extrema pobresa en la qual vivien els coreans en Manchuria, on estan situades moltes de les seves obres. Aquestes inclouen El geomungo trencat (Pageum), L'hort (Chaejeon), El partit de futbol (Chukgu jeon) i Mare i fill (Mulla). També va escriure obres protofeministas centrant-se en l'opressió de la dona, inclosa Mares i filles (Eomeoni wa ttal). La majoria dels seus treballs són contra l'amor i contra la família, en els quals solament les dones que trenquen els seus vincles amb les relacions que han fracassat poden aconseguir la llibertat.
El problema humà (Ingan munje), la qual pot considerar-se la seva millor obra, és la seva única novel·la i tracta de diversos problemes de classe i gènere en la història d'un home conreat que té problemes econòmics i que al final troba una mort desgraciada.

### Obres traduïdes l'anglès
From Wonso Pond ISBN 978-1-55861-601-1

### Obres en coreà
- El geomungo roto (Pageum 1931)
- Madres e hijas (Eomeoni wa ttal 1931)
- El cometa (Hyeseong 1931)
- La línea del frente(Jaeilseon 1932)
- El huerto (Chaejeon 1933)
- El partido de fútbol (Chukgu jeon 1933)
- Existencia, no-existencia (Yumu 有無 1933)
- Padres e hijos (Buja 1934)
- El problema humano (Ingan munje 1934)
- La sal (Sogeum 1934)
- La medicina mágica (Mayak)
- Madre e hijo (Moja 1935)
- La paga de un escritor: 200 wones (Wongoryo Ibaekwon 1935)
- El despido (Haego 1935)
- Pueblo bajo tierra (Jihachon 1936)
- El montañés (Sannam 1936)
- Oscuridad (Eodum 1937)